# Los Marcellos Ferial
Los Marcellos Ferial (in alcune incisioni il nome è riportato come I Marcellos Ferial) è stato un gruppo musicale italiano nato negli anni sessanta, composto da Marcello Minerbi (voce, chitarre), Carlo Timò (voce, chitarre, tastiere) e Tullio Romano (voce, chitarre).

## Storia del complesso
Il trio vocale-strumentale fu costituito nel 1962, su progetto della casa discografica Durium, come "risposta" italiana alla moda allora in auge di ispirarsi alla musica latino-americana e caraibica. In particolare, all'estero stava spopolando una canzone del trio cubano Los Hermanos Rigual, intitolata Cuando calienta el sol, e la Durium, prima che la RCA Italiana stampasse il disco originale in Italia, radunò tre musicisti che aveva sotto contratto (Minerbi, ad esempio, era anche un noto arrangiatore) e che già erano amici tra loro (suonavano insieme per diletto come "Trio Marcello Minerbi"), facendogli incidere in tutta fretta una loro versione della canzone.
La stampa specializzata dell'epoca, forse consapevolmente, assecondò la strategia di lancio presupponendo che il trio fosse messicano (tanto da coniare un nome che riecheggiasse quello del gruppo originale): il risultato fu che nel luglio 1962 il 45 giri scalò le classifiche di vendita piazzandosi al primo posto in Hit parade. Ovviamente la RCA, detentrice dei diritti della registrazione originale, ritenendosi danneggiata, citò in tribunale la Durium, ma intanto la carriera dei Marcellos Ferial era già decollata.
In un primo momento, grazie anche a un'automobile Chevrolet con targa venezuelana con la quale giravano per le serate e al fatto di incidere solo canzoni in lingua spagnola (come Maria Elena, Vaya con Dios, Un poncho y un sombrero e Estoy enamorado), il trio riuscì a far credere al pubblico di essere veramente latinoamericano. Quando però l'operazione discografica venne a galla, riuscì a mantenere ugualmente il successo, grazie all'orecchiabilità delle canzoni che proponeva, a partire da Sei diventata nera (scritta dal maestro Franco Cassano), che vinse la manifestazione Un disco per l'estate 1964 e giunse prima in classifica.
Nello stesso anno il trio partecipò anche al Festival di Napoli con T'arricuorde Carmè, che si classificò al terzo posto. Sia sui dischi che nei concerti i tre componenti venivano coadiuvati da altri tre musicisti.
Tra gli altri successi vanno ricordati Angelita di Anzio (ancora del 1964), composizione originale del gruppo ispirata alla famosa vicenda della bambina incontrata dalle truppe alleate durante lo sbarco di Anzio nella Seconda guerra mondiale, La casa del sole, del 1965 (cover del traditional The House of the Rising Sun che era stato da poco rilanciato dagli Animals), e un rifacimento dello standard americano John Brown, del 1966. Nel 1965 avevano anche inciso la prima versione italiana di Yesterday dei Beatles (con il titolo Ieri).
Il trio ebbe inoltre delle partecipazioni cinematografiche nel 1965, in due dei film musicali del regista Tullio Piacentini, 008 Operazione Ritmo e Questi pazzi pazzi italiani.
Nel 1967 i Marcellos Ferial (ormai senza più l'articolo ispanico nel nome) concorsero al Festival di Sanremo con il brano Quando vedrò, non ottenendo però successo. Si sciolsero l'anno successivo; solo nel 1984 sarebbero tornati in sala d'incisione per registrare un nuovo 45 giri.
Tullio Romano è mancato il 26 agosto 2010 all'età di 78 anni.

## Discografia

### 33 giri
- 1963 - Los Marcellos Ferial (Durium, D. 30-056)
- 1964 - Los Marcellos Ferial (Durium, CRA 30-098)
- 1966 - I Marcellos Ferial (Durium, ms AI 77123)

### EP
- 1962 - Cuando brilla la luna (Durium, DEP 4592)
- 1963 - Los Marcellos Ferial (Durium, DEP 4594)
- 1963 - Chantent en français (Durium, DEP 45101)
- 1963 - Special (Durium, DEP 45111)
- 1963 - Special-Chantent en français (Durium, DEP 45112)

### 45 giri
- 1962 - Cuando calienta el sol/ Llorando me dormi (Durium, DE 2427)
- 1962 - Agua/Las campanas (Durium, DE 2448)
- 1962 - Triangulo/El cigarron (Durium, DE 2459)
- 1962 - Perdoname senor/Te amo, te amo, te amo (Durium, DE 2481)
- 1963 - Cuando brilla la luna/Estoy enamorado (Durium, DE 2490)
- 1963 - Galaxy/Enchanted Space (Durium, DE 2516)
- 1963 - Bikini e tamure/Colpa della bossa nova (Durium, DE 2518)
- 1963 - Amor, das ist die liebe/Cuando brilla la luna (Durium, DE 2524)
- 1963 - Vai vai/Non ti scordare mai (Durium, DE 2531)
- 1963 - Maria Elena/Solo tu lloraras (Durium, DE 2539)
- 1963 - Un poncho y un sombrero/Nuestro juramento (Durium, DE 2540)
- 1964 - Vaya con Dios/Dimelo (Durium, DE 2551)
- 1964 - Angelita di Anzio/Ora che te ne vai (Durium, CN A 9105)
- 1964 - Sei diventata nera/Piccola timida fragile (Durium, CN A 9112)
- 1964 - Ammore siente/Nu guaglione cantava (Durium, CN A 9130)
- 1964 - T'arricuorde Carmè/Trezze blu (Durium, CN A 9139)
- 1964 - Con questi chiari di luna/La storia di tutti (Durium, CN A 9140)
- 1965 - Bambine belle/Con questi chiari di luna (Durium, CN A 9145)
- 1965 - Serate a Mosca/Gabrielle (Durium, CN A 9146)
- 1965 - La casa del sole/Quella sera sbagliai (Durium, CN A 9149)
- 1965 - Gabrielle/La storia di tutti (Durium, CN A 9165)
- 1965 - Lilì Marlene/Bella ciao (Durium, CN A 9166)
- 1965 - Ieri/Tom Dollar (Durium, CN A 9177)
- 1965 - E la vita continua/Abbi pietà di me (Durium, CN A 9185)
- 1966 - The World Cup fever/Darling Jenny (Durium, DE 2649)
- 1966 - John Brown/Cavalca cow boy (tema del film "Sette magnifiche pistole") (Durium, CN A 9193)
- 1966 - Monday Monday/Ritorna se puoi (Durium, CN A 9205)
- 1966 - Ciao Italia/Vivi (Durium, CN A 9209)
- 1967 - Quando vedrò/Mascia (Durium, CN A 9226)
- 1967 - I Vasa e i Mamia/Piccola (Durium, CN A 9256)[2]
- 1967 - Piccola/Il pereppeppè (Durium, CN A 9256)[3]
- 1967 - L'inno dei Marines/Si va sulla montagna (Durium, CN A 9260)
- 1968 - Michael/Antonietta (Durium, CN A 9293)
- 1984 - Collane di fiori/L'isola (Durium, Ld Al 8185)